# Vlag van Buenos Aires (federaal district)

Vlag van Buenos Aires (ratio 9:14)

De vlag van het federale district Buenos Aires werd officieel in gebruik genomen op 24 oktober 1995.
De vlag toont op een witte achtergrond een schild, dat zelf ook een witte achtergrond heeft. Centraal in het schild staat een zwarte gekroonde adelaar, die al sinds 1580 het symbool van de stad is. Deze adelaar heeft vier jonge adelaars aan zijn poten en houdt met zijn rechtervleugel het Kruis van Calatrava (een rood Grieks kruis met fleurs-de-lys aan de uiteinden) vast.
De vlag wordt gebruikt in alle gebouwen van de overheid van het hoofdstedelijk district en moet altijd vergezeld worden door de vlag van Argentinië.